# قصعين نزالي
قصعين نزالي أو قصعين القريتين (الاسم العلمي: Salvia nazalena) هو نوع من النباتات يتبع جنس القصعين من الفصيلة الشفوية.
سمي هذا النوع نسب إلى نزالا وهي إحدى القريتين (الأخرى اسمها حصر عينان) التي كانت أصل مدينة القريتين في محافظة حمص في سورية.